# Ролл, Джон Маккарти
Джон Маккарти Ролл (англ. John McCarthy Roll; 8 февраля 1947, Питтсбург, Пенсильвания — 8 января 2011, Тусон, Аризона) — федеральный судья США, главный судья окружного суда США по округу Аризона.

## Биография
Джон Ролл родился в Питтсбурге (Пенсильвания) 8 февраля 1947 года. Окончил Университет Аризоны в 1969 году, затем Колледж права того же университета в 1972 году, где получил степень доктора права (J.D.). В 1990 году окончил Школу права Университета Виргинии со степенью магистра права (LL.M.).
Ролл был номинирован президентом США Джорджем Бушем-старшим в 1991 году в федеральный суд США по округу штата Аризона. С 2006 года стал главным судьёй округа.
В 2009 году Ролл дал ход процессу Виченце против Барнетта, в котором фонд гражданских прав от имени 16 рабочих-мексиканцев подал в суд против фермера Роджера Барнетта, заявляя, что он и члены его семьи нападали и угрожали им. После этого Ролл получал многочисленные угрозы расправы и находился вместе с семьёй в течение месяца под охраной Службы маршалов.

## Убийство
Ролл погиб 8 января 2011 года в Тусоне во время встречи избирателей с членом Палаты представителей Габриэль Гиффордс, когда 22-летний Джаред Лофнер открыл стрельбу по собравшимся из полуавтоматического пистолета. При нападении кроме судьи были убиты еще 5 человек и еще 14 человек, включая Гиффордс, получили ранения.